# Saint-Philippe-d'Aiguille
Saint-Philippe-d'Aiguille é uma comuna francesa na região administrativa da Nova Aquitânia, no departamento da Gironda. Estende-se por uma área de 5,88 km². Em 2010 a comuna tinha 379 habitantes (densidade: 64,5 hab./km²).